# 中山侑
中山侑（日语：／ Nakayama Susumu、1909年3月4日—1959年10月18日），臺灣及日本作家，筆名京山春夫、志馬陸平、鹿子木龍等。創作面向多元，包含詩、小說、廣播劇、歌詞等。曾擔任臺北高校雇員、《台灣警察時報》編輯，臺灣放送協會文藝部長等職位。

## 生平

### 出生與中學時期
1909年3月4日，中山侑出生於台灣深坑廳，父親為「理番警察」中山仁次郎。中山侑曾以「志馬路平」為筆名，發表多篇〈討伐譚〉、〈蕃界綺譚〉於《台灣警察時報》中，其中內容便是描述父親「理番」的故事。而後中山侑進入台北一中就讀，另一位在台日人作家西川滿，是大中山侑兩界的前輩。目前能確認中山侑最初的文學活動，是1926年8月，中山侑以「京山春夫」為筆名，於《扒龍船》第一輯發表作品〈別れ〉等三首詩作以及隨筆。由於當時中山侑還是台北一中的學生，如果當時學生被發現從事文學創作，會受到退學處分，因此中山侑使用了「京山春夫」發表作品。而後自台北一中畢業的中山侑，曾擔任臺北高校的雇員，並每年創刊不同的文藝誌，如《水田と自動車》、《赤い支那服》等，但皆十分短命。中山侑亦參加劇團等文藝活動。

### 上京時期
根據南遊亭灣公（上清哉）〈長篇講談　南方田舍文壇〉（《ネ．ス．パ》4號（1935年7月））的說法，中山侑因為「失戀事件等糾紛」而於1932年前往東京。而於台灣時代便接觸過馬克思主義的中山侑，在東京時於南千住的「隣保館」工作。「隣保館」為提供低收入者教化與經濟上幫助的機構。中山侑投注了十分大的熱情於隣保館的兒童教育之上。包含了教導兒童劇、作文、童話，或是創辦兒童刊物等。在東京待了一年半的中山侑，於1933年的秋季返台。

### 《台灣警察時報》與台北放送局時期
1934年，中山侑進入《台灣警察時報》擔任編輯與記者。在任職期間，中山侑曾經因為採訪工作進入霧社，與台灣的原住民族有所接觸。另外，也曾到訪1935年4月「新竹-台中地震」的受災地前線，或是收容痲瘋病患的樂生院進行相關的採訪報導。1937年，因為中山侑籌辦了警察紀念日的廣播節目，受到認可而轉任臺灣放送協會台北放送局，但仍持續於《台灣警察時報》上發表作品。
1939年，西川滿創立「台灣詩人協會」，中山侑擔任其中會員。隔年，《文藝台灣》發行，中山侑亦作為其編輯委員。而由於中山侑與西川滿文學方針的不同，1941年與張文環等人另成立啟文社，創辦刊物《台灣文學》。此時期中山侑的文藝活動亦十分多元，除了本業的廣播放送，亦有詩、隨筆、戲曲等作品產出。1943年，中山侑受到徵召前往中國從軍。

### 引揚時期至逝世
1946年，中山侑被遣返回到日本。居住在相模原市「引揚寮」。而由於其妻子的親戚任職於日本放送協會，因此中山侑亦有機會能夠於日本放送協會中得到相關的工作。擔任學習問答節目「ちえのポスト」製作，廣受好評。1955年，由秋田書店出版，中山侑與金井敬三共著的《NHK放送　ちえのポスト》上下兩冊。1959年，10月28日因為心臟衰竭逝世，享年五十歲。

## 略年表[8]
- 1909年（明治四十二年）

　出生於台灣台北深坑廳，父親為警察中山仁次郎，雙親皆為日本三重縣出生。而後陸續於1895年、1897年渡台。
- 1926年（大正十五年、昭和元年）

　以京山春夫為筆名，於《扒龍船》第一輯發表作品〈別れ〉。加入以後藤大治為發起人的《新熱帶詩風》，其他同人尚有藤原泉三郎、上清哉、保坂瀧雄、西川滿。
- 1927年（昭和二年）

　二月發行雜誌《青桐》，三月自台北一中畢業。四月起在台北高等學校擔任雇員，直到本年十二月為止。
- 1928年（昭和三年）

　成為台北帝國大學聽講生。發行《水田と自動車》等雜誌。
- 1929年（昭和四年）

　發行《赤い支那服》，同人有前嶋信次、木下廣居、福田良輔、宮本延人等。
- 1930年（昭和五年）

　發行《水晶宮》，同人有北川原幸朋、寺本康平等。
- 1931年（昭和六年）

　發行《蜻蛉玉》，同人有福田良輔、木下廣居、松村一雄等。成立劇團「南の小劇場」。
- 1932年（昭和七年）

　上京，持續一年半的時間於東京度過。
- 1933年（昭和八年）

　約莫秋天返台。
- 1934年（昭和九年）

　七月獲得台灣總督府警務局職務，擔任《台灣警察時報》編輯。《ネ．ス．パ》創刊，編輯為日根三郎，同人有中山侑、西川滿、山本奈良男、桑田喜好、新原保夫等人。
- 1936年（昭和十一年）

　作為創刊編輯，發行文藝評論誌《kritiko》，發行所位於「台北市錦町一三六」。
- 1937年（昭和十二年）

　七月轉任臺灣放送協會台北放送局。
- 1939年（昭和十四年）

　任台灣詩人協會會員。十一月，與拝司和子結婚。
- 1940年（昭和十五年）

　成為《文藝台灣》編輯委員。
- 1941年（昭和十六年）

　長男淳一出生，任台北放送局文藝部長。五月與張文環共同創立《台灣文學》。七月起，與張文環的姓名不再出現於《文藝台灣》同人名簿。十月加入「台灣鄉土演劇研究會」，其他尚有王井泉、張文環、名和榮一、稻田尹等人。
- 1943年（昭和十八年）

　一月受召集從軍，前往廣東前線戰場。偶然被路過的西川滿之弟所救。而後轉往南支作戰。
- 1946年（昭和二十一年）

　引揚，居住於相模原市的引揚寮。
- 1953年（昭和二十八年）

　擔任NHK廣播第一放送中，學習問答節目「ちえのポスト」製作，廣受好評。
- 1959年（昭和三十四年）

　十月二十八日，逝世。

## 相關研究
- 中島利郎編，〈中山侑著作目録〉，《日本統治期台湾文学研究文献目録》(東京:綠蔭書房, 2000年)，頁330-343。
- 中島利郎，〈中山侑という人〉，《日本統治期台湾文学研究序說》（東京：綠蔭書房，2004年3月），頁33-53。
- 鳳氣至純平，〈中山侑研究──分析他的「灣生」身分及其文化活動〉（國立成功大學台灣文學研究所碩士學位論文，2005年）。
- 星名宏修，〈ラジオと「蕃地」－中山侑のラジオドラマを読む〉，大阪市立大学大学院文学研究科都市文化研究センター編 《往来する都市文化 : 《断片》から探るアジアのネットワーク》（大阪：大阪市立大学大学院文学研究科都市文化研究センター，2009年3月），頁37-58。
- 蔡惠萍，〈中山侑及其廣播、戲劇作品〉，《臺灣學通訊》86期（2015年3月），頁31。
- 吳宗佑，〈生活就是報國：中山侑的青年劇運動〉，國立政治大學圖書館數位典藏組編，《往返之間：戰前臺灣與東亞文學•美術的傳播與流動》（臺北：國立政治大學圖書館，2017年），頁 143–165。
- 周嘉俊，〈「不安」與「流離」：試探真杉靜枝、中山侑、龜田惠美子的「灣生」書寫〉（國立政治大學台灣文學研究所碩士學位論文，2022年）。